# 아데코 그룹

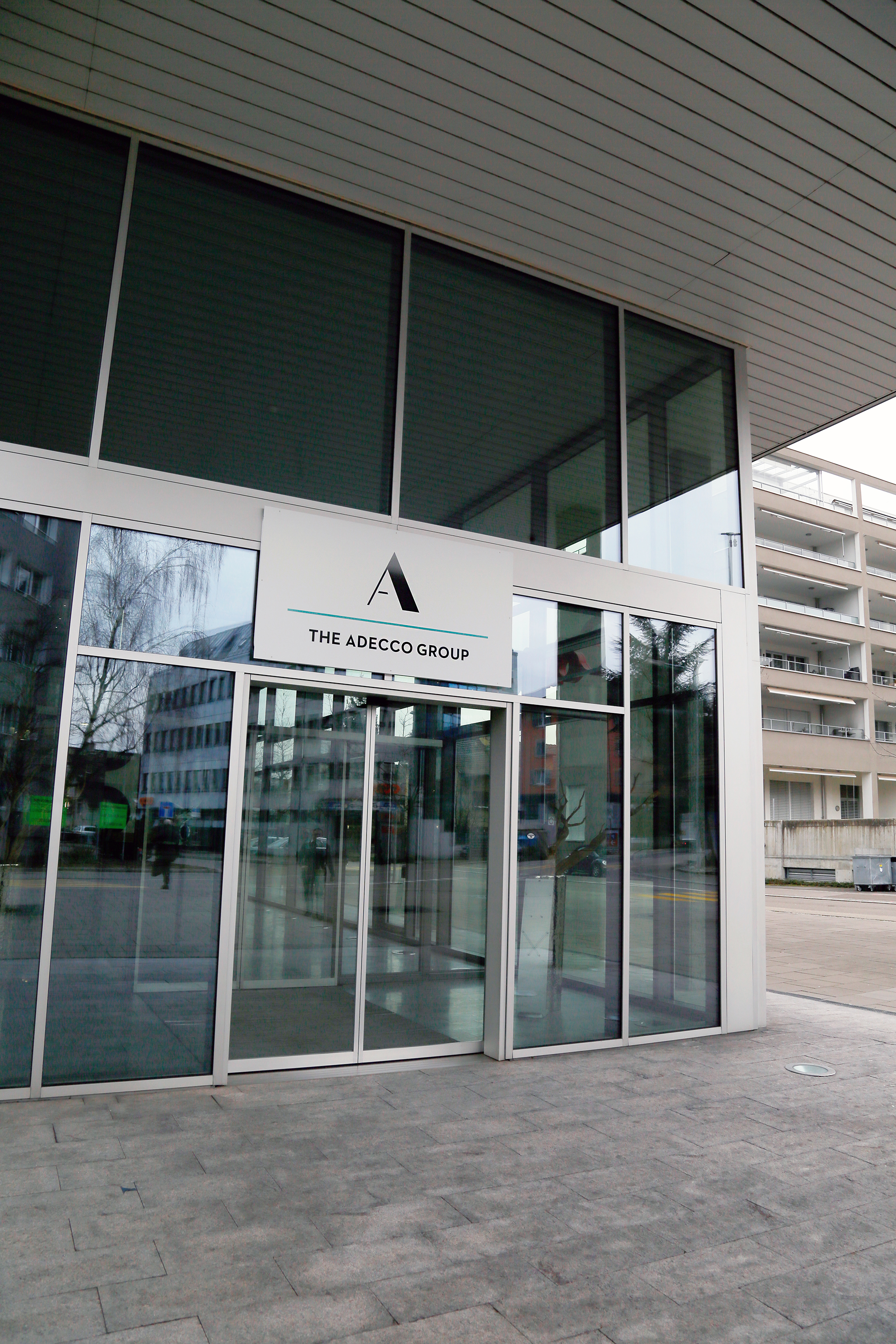
본사 입구

아데코 그룹(The Adecco Group)은 스위스 취리히에 위치한 기업으로, 세계에서 2번째로 큰 인적자원 제공자이자 비정규직 기업이며 포춘 글로벌 500 기업이다.
이 기업은 1997년 1월 1일 프랑스 기업 에코와 스위스 기업 아디아 인테림의 합병의 결과로 공식 설립되었으며 스위스 증권거래소에 상장되었다.(ADEN, ISIN CH0012138605) 아디아는 1957년 스위스 로잔에서 Henri Lavanchy에 의해 설립되었다. 에코는 프랑스 리옹에서 설립되었다.